# Deafheaven
Deafheaven je američki post-black metal-sastav iz San Francisca. Njihov glazbeni stil opisuje se kao kombinacija black metala, shoegazea i post rocka.

## Povijest sastava
Sastav su u veljači 2010. osnovali pjevač George Clarke i gitarist Kerry McCoy. Iste godine snimaju demoalbum te ga šalju na nekoliko internetskih blogova. Nakon pozitivnih reakcija, primaju u sastav još trojicu članova, basista Dereka Prinea, gitarista Nicka Bassetta i bubnjara Trevora Deschryvera te u srpnju 2010. započinju s koncertnim nastupima. Nakon toga, potpisuju za izdavačku kuću Deathwish Inc., čiji je osnivač Jacob Bannon, pjevač sastava Converge, te 2011. objavljuju prvi studijski album Roads to Judah. U siječnju 2013. kreću sa snimanjem drugog studijskog albuma, koji je objavljen u lipnju pod imenom Sunbather. Album je hvaljen od strane publike i kritičara, te je na internetskoj stranici Metacritic, koja okuplja recenzcije profesinalnih kritičara ocijenjen ocjenom 92/100, na osnovu 18 recenzija, te je kasnije proglašen najbolje ocijenjenim glazbenim albumom 2013. godine. Također, bio je prvi album sastava koji se našao na ljestvici najprodavanijih albuma Billboard 200, na 130. mjestu. Za turneju u sklopu promocije albuma, pridružuju im se tri nova člana, bubnjar Daniel Tracy basist Stephen Clark i gitarist Shiv Mehra te nastupaju u Europi, SAD-u, Australiji i Aziji. Nakon turneje snimaju svoj treći studijski album New Bermuda koji je objavljen u listopadu 2015. godine.

## Članovi sastava
Trenutačna postava
- George Clarke – vokal, (2010.–danas)
- Kerry McCoy – gitara (2010.–danas)
- Daniel Tracy – bubnjevi (2012.-danas)
- Stephen Clark – bas-gitara (2013.–danas)
- Shiv Mehra – gitara (2013.–danas)

Bivši članoci
- Nick Bassett – gitara (2010. – 2012.)
- Trevor Deschryver – bubnjevi (2010. – 2012.)
- Derek Prine – bas-gitara (2010. – 2012.)
- Korey Severson - bubnjevi (2012.)

## Diskografija
Studijski albumi
- Roads to Judah (2011.)
- Sunbather (2013.)
- New Bermuda (2015.)
- Ordinary Corrupt Human Love (2018.)
- Infinite Granite (2021.)

EP
- Libertine Dissolves (2011.)

Koncertni album
- DW Live Series 08: Live at the Blacktop 01.15.11 (2011.)
- 10 Years Gone (2020.)

Split album
- Deafheaven / Bosse-de-Nage (2012.)

## Vanjske poveznice
- Službena stranica